# TSV Karlburg
Der TSV Karlburg (amtlich: Turn- und Sportverein 1895 Karlburg e. V.) ist ein Sportverein aus dem Stadtteil Karlburg der unterfränkischen Stadt Karlstadt.
Er wurde 1895 als Turnverein gegründet. Die Herrenmannschaft der Fußballabteilung spielt ab der Saison 2024/25 in der fünftklassigen Bayernliga Nord.

## Geschichte
Der Verein stieg 2006 in die Landesliga Bayern auf und nach einer Saison wieder ab. Der nächste Aufstieg in die Landesliga gelang 2012. Sieben Jahre später wurde man 2019 Meister und stieg in die Bayernliga auf. 2022 stieg man wieder in die Landesliga ab, ehe dem Verein 2024 als Meister die Rückkehr in die Bayernliga gelang.